# Dumbija
Dumbija (cyr. Думбија) – wieś w Serbii, w okręgu pczyńskim, w gminie Trgovište. W 2011 roku liczyła 8 mieszkańców.